# Ödön Rádl
Ödön Rádl (Lugașu de Jos, 30 de março de 1856-Oradea, 20 de dezembro de 1916) fou um jurista e escritor da Roménia em húngaro.
Estudou direito em Oradea. Foi amigo de Kálmán Tisza e István Tiszaa. Escreveu para várias publicações (Nagyváradi Lapok, Tiszavidék…) e foi membro do Partido Liberal e de . Endre Ady criticou o seu conservadurismo.

## Obra
- Levelek egy német faluból (1870)
- Szomorú történetek (1871)
- Jean Paul (1872)
- Egy tél Olaszhonban (1872)